# Wspólnota administracyjna Neckarsulm
Wspólnota administracyjna Neckarsulm – wspólnota administracyjna (niem. Vereinbarte Verwaltungsgemeinschaft) w Niemczech, w kraju związkowym Badenia-Wirtembergia, w rejencji Stuttgart, w regionie Heilbronn-Franken, w powiecie Heilbronn. Siedziba wspólnoty znajduje się w mieście Neckarsulm, przewodniczącym jej jest Volker Blust.
Wspólnota administracyjna zrzesza jedno miasto i dwie gminy wiejskie:
- Erlenbach, 4 920 mieszkańców, 12,73 km²
- Neckarsulm, miasto, 26 511 mieszkańców, 24,94 km²
- Untereisesheim, 4 063 mieszkańców, 3,67 km²